# Ahmet Ağaoğlu
Pour les articles homonymes, voir Ağaoğlu.
Ahmed Agaoglu, Ahmed bey Agaoglu, ou Ahmed bey Agayev (azéri : Əhməd bəy Ağaoğlu) né en décembre 1869 à Choucha dans le gouvernement d'Elizavetpol (Empire russe) et mort le 19 mai 1939 à Istanbul, est un homme politique et journaliste azerbaïdjanais. "Il s'est appuyé sur son éducation traditionnelle arabo-persane et moderne russo-européenne pour mener le combat des idées afin de réformer la religion, les mentalités et les comportements".

## Jeunesse
Il reçoit une éducation traditionnelle islamique qui le rend familier avec l'arabe et le persan, et une éducation moderne qu'il poursuit en Russie (Tiflis 1887), puis à Paris (1888-1894) où il achève ses études de droit et de langue.
Il commence à écrire ses premiers textes dans des revues parisiennes et rencontre alors Jamal Al Dîn Al Afghani et se lie aux Jeunes-Turcs exilés comme Ahmed Riza.
En 1894 il retourne dans le Caucase où il enseigne le français à Tifliis puis à Bakou. Il milite très activement en faveur des droits des musulmans de Russie.
Il fonde un des premiers journaux en langue azérie avec Hüseyinzade : la Hayat de Bakou. Très intéressé par la politique et la société, il écrit de nombreux pamphlets ou articles sur des sujets différents comme :
- la réforme éducationnelle
- le constitutionnalisme
- la question de la femme dans la société islamique
- le rôle du clergé et des leaders religieux
- les relations sunnites-chiites
- les relations entre Arméniens et Turcs.

## Les débuts en Russie
En 1905, profitant de la vague libertaire qui souffle en Russie (après le décret de Nicolas II de Russie dans lequel il prétend qu'il veut une constitution juste), Agayev pense que le moment de revendiquer des droits pour les musulmans de l'Empire russe est arrivé ; il devient alors leader politique. Cependant, il s'aperçoit que malgré les promesses du tsar, le constitutionnalisme ne marche pas, et il est vite forcé de fuir l'empire pour gagner Istanbul en 1909.

## Istanbul
Ainsi, à Istanbul il se focalise sur la vie politique ottomane et devient membre de l'assemblée Union et Progrès, et député d'Afyonkarahisar (région administrative au centre de l'Anatolie). Il s'engage dans la vie culturelle en devenant professeur à l'université d'Istanbul, et anime des clubs et publie des revues nationalistes telles que Türk Yurdu (« le foyer turc »). Il continue aussi sa carrière journalistique en étant rédacteur en chef du Tercuman-i Hakikat, et l'un des responsables du quotidien en français le Jeune Turc.

## Première Guerre mondiale
Pendant la Première Guerre mondiale, il opère diverses missions en Europe centrale, accompagnant l'armée ottomane. Il mène campagne pour la libération de l'Azerbaïdjan ; cependant en rentrant à la fin de la guerre, Agaoglu est arrêté à Istanbul puis déporté à Malte par les Anglais (1919-1920) où il va écrire une série d'articles intitulée « les trois civilisations ».
Fin 1920, il passe en Anatolie et rejoint la résistance de Mustafa Kemal Atatürk, ce qui va lui permettre par la suite de devenir un de ses très proches conseillers et même de participer à l'élaboration de la constitution de 1924 qui définit les bases de la Turquie post-ottomane.

## «La Religion, la Liberté, la Nation»
En 1930, Ahmed Agaoglu écrit un livre intitulé « au pays des hommes libres », dans lequel il raconte l'histoire d'un Turc s'échappant de l'esclavage et découvrant alors le pays des hommes libres, ses institutions et ses mœurs très différentes de ce qu'il connait ; son personnage en devient citoyen de[pas clair] prêtant serment d'observer ses lois et de rester fidèle à la liberté.
Son œuvre s'emploie à décrire cette liberté qui est pour lui non seulement le rempart aux contraintes despotiques des dirigeants de l'époque (Nicolas II ou Abdül Hamid II) mais aussi religieuses, sociales et culturelles pour l'épanouissement de l'individu.
En étudiant l'histoire et la sociologie, il émet l'hypothèse que l'humanité tend à l'individualisme ; l'individu apporte à la société sa dynamique, par exemple : les sociétés médiévales sont fondées sur la communauté et sont peu avancées, tandis que les sociétés modernes, plus avancées sont fondées, elles, sur l'individualisme. La modernité est issue pour lui de l'apparition en politique du concept d'individu, c’est-à-dire que la société donne à ses individus la composant, des droits et des devoirs pour leur donner le statut de citoyen.
Sur ce constat il oppose alors Orient et Occident.
- En Occident les conquêtes de libertés ont permis l'épanouissement des individualités assurant le progrès matériel et intellectuel.
- Le retard de l'Orient par rapport à l'Occident est tout droit issu du manque de libertés individuelles (idée reprise de « les trois civilisations » écrit à Malte entre 1919-1920 publié en 1927 ).

Il est résolument parmi les défenseurs de la liberté et de l'occidentalisation en Orient.
- Sa vision de l'Occident.

C'est un fait qu'il admire l'Occident, c'est lors de ses études à Paris qu'il se confronte au monde de l'Ouest et qu'il tombe sous le charme du « pays des Lumières » et de la « Révolution française ». Pour lui cette révolution est l'illustration de sa pensée sur le rôle des idées et des intellectuels dans le progrès des sociétés. Les acteurs de la Révolution française étaient nourris des philosophes du XVIIIe siècle : Voltaire, Diderot, Montesquieu et surtout Rousseau. Il pense que 1789 (Révolution française) est la source et le modèle pour les autres révolutions en Orient : Russie, Iran, Empire-Ottoman, et a permis, et c'est le plus important, de libérer l'individu, en lui donnant la liberté de travail, de libre association, et de libre concurrence.
- Sa vision de l'Orient.

Il s'aperçoit du despotisme qu'anime l'Orient lorsque, toujours à Paris, il est témoin de l'arrivée de Nasreddin Chah à l'exposition universelle. Il peut ainsi s'employer à comparer les deux gouvernants français : Président Carnot et iranien : Nasreddin Chah. Il focalise sa critique de l'orient plus précisément sur le despotisme qu'il règne en Iran. Il dénonce Nasreddin Chah qu'il accuse d'avoir écrasé la justice et la loi et qu'il ne respecte même pas la Shari'a. Il l'accuse d'avoir détruit le pouvoir des notables, des Oulémas, et de partager les richesses du pays avec les membres de sa famille ; il ne peut alors que constater que la vie économique et culturelle disparaît avec les libertés.
Il va même jusqu'à préférer les monarques occidentaux tels que Louis XIV ou Louis XVI, qui malgré leur statut, se pliaient à certaines règles, ce qui n'est pas le cas en Orient où l'arbitraire et le despotisme règnent. Cette dénonciation de ce qui se passe en Iran est à mettre en parallèle avec les cas de l'Empire d'Abdülhamid et de l'Empire russe de Nicolas II.
- Les conséquences d'une Révolution.

Il admire donc les effets de la Révolution dans le monde occidental, la Révolution ayant amené la république et la liberté, mais il se pose des questions quant à une révolution dans le monde
oriental.
En effet, il pense qu'aussi dure soit-elle, elle ne peut renverser complètement la situation. Une révolution pour être complète doit se faire dans toutes les couches de la société, ainsi qu'à l'intérieur de la tête de toutes les personnes. Il se base sur les révolutions russes et iranienne où malgré quelques signes envers le constitutionnalisme, le climat tyrannique revient très vite. Il montre aussi que la révolution jeune turque bien que guidée par une force très puissante qu'est le comité union et progrès, ne réussit pas à effacer l'atmosphère despotique du régime précédent. L'échec du régime jeune turc, auquel il a lui-même adhéré, s'explique par l'enracinement du despotisme, et de la très longue période en tant que fondement de l'Empire.